# Eupithecia atromaculata
Eupithecia atromaculata es una especie de polilla de la familia Geometridae. La especie fue descrita por primera vez por William Warren habiendo sido descrita en 1902, con distribución en Perú. El holotipo de la especie fue descrita en los alrededores de Oconeque, Provincia de Carabaya, a una altitud de 7000 pies (2133,6 m).